# 邱会作回忆录
《邱会作回忆录》是中国人民解放军将领邱会作的回忆录，2011年1月出版，2月出版了程光（邱会作二子）著《邱会作与儿子谈文化大革命——心灵的对话》。2014年明镜出版社出版了程光编著的《邱会作家书》，收录邱会作写给程光的二十三封信及其他。

## 评论
- 吴国光：“不读，你可能成为‘睁眼瞎子’，不知道有关中国人政治生活的一些基本事实。读了，历史就打开一道天窗；那些使用下流手段获得政治胜利的帝王们所编篡的煌煌历史，就会在一个失败者的笔下一缕缕云散烟消。”[1]
- 余杰：“与其他中共高级官员一样，邱会作在回忆录中对个人的罪孽和中共体制的邪恶，并无太多反思，而竭力撇清在诸多历史事件中的责任，将自己塑造成有功无罪的反江青的英雄。”[2]
- 余汝信：“文革中的经历占其篇幅二分之一强的《邱会作回忆录》在香港特别行政区面世，这应该是文革研究领域中一件十分值得关注的大事。笔者近日阅读了这部倾注了邱会作二十年心血的著作，受益匪浅。”“觉得它无论在思想认识的深刻度抑或史料的准确度诸方面，均较《吴法宪回忆录》为优。”[3]
- 余汝信：《邱会作回忆录》和《心灵的对话》的“原始的材料实际上是出自于同一素材稿”；“《对话》中的邱会作，是被改写了的邱会作”，“很大部分都与事实不符。”程光对此表示，余汝信对《回忆录》的编辑多有不妥，分为《回忆录》和《对话》是因为《回忆录》是邱会作生前审定稿。[4]
- 丁凯文：“《邱会作回忆录》最难能可贵之处就是，以自己的亲身经历揭示了官方掩盖的历史，秉笔直书，还原了那段峥嵘岁月的本来面目。”[5] 《对话》“是对文革史的一个极为重要的口述回忆，也是人们深入研究毛泽东、林彪、周恩来、叶剑英等中共领导人的无比珍贵的历史史料，其重要性、独特性是迄今为止国内所有老干部官式回忆所无可比拟的，其价值将随着研究者的不断深入而日益彰显。时间会证明，邱会作的口述回忆是一部不朽的传世巨著！”[6]
- 丁东：《吴法宪回忆录》、《李作鹏回忆录》、《邱会作回忆录》三部回忆录，“就史料价值而论，以《邱会作回忆录》为最高。从某种意义上可以说，文革史料学已经进入吴李邱时代。”“独家披露了史家从来不曾涉及的若干高层政治决策。”“开拓了观察党史军史的新视角。”[7]